# Стенли куп плејоф 2014.
Стенли куп плејоф Националне хокејашке лиге (НХЛ) који је одигран 2014. године почео је 16. априла а завршио се 13. јуна победом Лос Анђелес кингса над Њујорк ренџерсима резултатом 4-1 у финалној серији.
Први пут од 1973. само су Монтреал канадијанси од канадских тимова успели да се квалификује за Стенли куп плејоф. Детроит ред вингси су продужили низ узастопних учешћа у плејофу на 23 сезоне, што је најдужи активни низ тренутно и пети најдужи у историји НХЛ-а. Далас старси су пласманом у завршницу такмичења окончали трећи најдужи активан низ неуспеха, својим првим учешћем у плејофу у последњих шест сезона. Трећи пут у четири године, сва три тима из Калифорније стигла су до плејофа - Анахајм дакси, Лос Анђелес кингси и Сан Хозе шаркси. Коламбус блу џекетси су дошли до своје прве победе у плејофу 19. априла 2014. године а до прве победе код куће стигли су 23. априла 2014, у оба случаја против Питсбург пенгвинса. Три тима из оригиналне шесторке стигла су у плејоф а први пут се то догодило 1979. године.
Ове сезоне, у првој рунди плејофа, сведочили смо сменама у вођству у серијама више него било које претходне сезоне. Након што су Анахајм дакси губили са 4-2 у победи против Далас старса, у шестој утакмици прве рунде, која је одиграна 27. априла 2014. године, оборен је рекорд лиге у највише преокрета од два или више голова међу свим учесницима прве рунде комбиновано. То се догодило чак десет пута. У прве четири серије прошле сезоне то се догодило осам пута. Такође, тек четврти пут у историји НХЛ плејофова догодило се да тим који има предност у серији од 3-0 буде елиминисан након седам утакмица. Шаркси су изгубили од кингса са 4-3 након седме утакмице одигране 30. априла 2014. године.
29. маја 2014. године, Њујорк ренџерси су постали први клуб који је освојио конференцијско финале након што су обе серије прве рунде победили са 4-3. Ренџери су такође постали и прва екипа која је без капитена стигла до финала након 1973. године када је то пошло за руком Чикаго блек хоксима. Лос Анђелес кингси су 1. јуна 2014. године постали прва екипа која је до Стенли куп финала стигла после све три претходне победе у седам утакмица (против шаркса, дакса и блек хокса). Кингси су у сва три поменута тријумфа седму утакмицу добили у гостујућој дворани. Пета утакмица финала је била 93. утакмица укупно у плејофу чиме је оборен рекорд лиге у укупном броју мечева у једном плејофу од 92 постављен 1991. године.

## Учесници плејофа
Ово је била прва сезона у којој се примењивао формат да по три најбоља тима из сваке дивизије и још додатно по два из сваке конференције на основу пласмана учествују у плејофу (укупно 16 тимова, по 8 из сваке конференције.
Бостон бруинси (Атлантик), Питсбург пенгвинси (Метрополитен), Колорадо аваланши (Централ) и Анахајм дакси (Пацифик) били су шампиони својих дивизија у сезони 2013/14. Бостон бруинси су освојили и трофеј Президентс као најбоље пласирани тим лигашког дела такмичења (117 бодова).
Почевши од сезоне 2013/14. НХЛ је званично променио називе прве две серије плејофа, па су четвртфинала конференција сада зову прва рунда док су полуфинала конференција постала друга рунда.
Тимови који су се квалификовали за Стенли куп плејоф 2014. следе испод.
| Атлантик дивизија          |                                     |        |
| #                          | Клуб                                | Бодови |
| (А1)                       | Бостон бруинси                      | 117    |
| (А2)                       | Тампа Беј лајтнингси                | 101    |
| (А3)                       | Монтреал канадијанси                | 100    |
|                            |                                     |        |
| Метрополитен дивизија      |                                     |        |
| #                          | Клуб                                | Бодови |
| (М1)                       | Питсбург пенгвинси                  | 109    |
| (М2)                       | Њујорк ренџерси                     | 96     |
| (М3)                       | Филаделфија флајерси                | 94     |
|                            |                                     |        |
| Вајлд кард учесници Истока |                                     |        |
| #                          | Клуб                                | Бодови |
| (ВК1)                      | Коламбус блу џекетси (Метрополитен) | 93     |
| (ВК2)                      | Детроит ред вингси (Атлантик)       | 93     |

| Централна дивизија         |                            |        |
| #                          | Клуб                       | Бодови |
| (Ц1)                       | Колорадо аваланши          | 112    |
| (Ц2)                       | Сент Луис блуз             | 111    |
| (Ц3)                       | Чикаго блекхокси           | 107    |
|                            |                            |        |
| Пацифик дивизија           |                            |        |
| #                          | Клуб                       | Бодови |
| (П1)                       | Анахајм дакси              | 116    |
| (П2)                       | Сан Хозе шаркси            | 111    |
| (П3)                       | Лос Анђелес кингси         | 100    |
|                            |                            |        |
| Вајлд кард учесници Запада |                            |        |
| #                          | Клуб                       | Бодови |
| (ВК2)                      | Минесота вајлдси (Централ) | 98     |
| (ВК1)                      | Далас старси (Централ)     | 91     |

Легенда:
- А1, А2 и А3 су позиције тимова на табели Атлантик дивизије након завршеног регуларног дела сезоне.
- М1, М2 и М3 су позиције тимова на табели Метрополитен дивизије након завршеног регуларног дела сезоне.
- Ц1, Ц2 и Ц3 су позиције тимова на табели Централне дивизије након завршеног регуларног дела сезоне.
- П1, П2 и П3 су позиције тимова на табели Пацифик дивизије након завршеног регуларног дела сезоне.
- ВК1 и ВК2 су тимови са вајлд кард позицијом, односно по два најбоље пласирана тима из Источне и Западне конференције изузев тимова који су се квалификовали на основу пласмана у својим дивизијама (А1-А3, М1-М3, Ц1-Ц3, П1-П3).

## Распоред и резултати серија
| Четвртфинала конференција (прва рунда) |

| Источна конференција | Источна конференција | Источна конференција | Источна конференција | Источна конференција |
| -------------------- | -------------------- | -------------------- | -------------------- | -------------------- |
| (А1)                 | Бостон бруинси       | 4-1                  | Детроит ред вингси   | (ВК2)                |
| (А2)                 | Тампа Беј лајтнингси | 0-4                  | Монтреал канадијанси | (А3)                 |
| (М1)                 | Питсбург пенгвинси   | 4-2                  | Коламбус блу џекетси | (ВК1)                |
| (М2)                 | Њујорк ренџерси      | 4-3                  | Филаделфија флајерси | (М3)                 |

| Западна конференција | Западна конференција | Западна конференција | Западна конференција | Западна конференција |
| -------------------- | -------------------- | -------------------- | -------------------- | -------------------- |
| (Ц1)                 | Колорадо аваланши    | 3-4                  | Минесота вајлдси     | (ВК1)                |
| (Ц2)                 | Сент Луис блуз       | 2-4                  | Чикаго блекхокси     | (Ц3)                 |
| (П1)                 | Анахајм дакси        | 4-2                  | Далас старси         | (ВК2)                |
| (П2)                 | Сан Хозе шаркси      | 3-4                  | Лос Анђелес кингси   | (П3)                 |

| Полуфинала конференција (друга рунда) |

| Источна конференција | Источна конференција | Источна конференција | Источна конференција | Источна конференција |
| -------------------- | -------------------- | -------------------- | -------------------- | -------------------- |
| (А1)                 | Бостон бруинси       | 3-4                  | Монтреал канадијанси | (А3)                 |
| (М1)                 | Питсбург пенгвинси   | 3-4                  | Њујорк ренџерси      | (М2)                 |

| Западна конференција | Западна конференција | Западна конференција | Западна конференција | Западна конференција |
| -------------------- | -------------------- | -------------------- | -------------------- | -------------------- |
| (Ц3)                 | Чикаго блекхокси     | 4-2                  | Минесота вајлдси     | (ВК1)                |
| (П1)                 | Анахајм дакси        | 3-4                  | Лос Анђелес кингси   | (П3)                 |

| Финала конференција |

| Источна конференција | Источна конференција | Источна конференција | Источна конференција | Источна конференција |
| -------------------- | -------------------- | -------------------- | -------------------- | -------------------- |
| (А3)                 | Монтреал канадијанси | 2-4                  | Њујорк ренџерси      | (М2)                 |

| Западна конференција | Западна конференција | Западна конференција | Западна конференција | Западна конференција |
| -------------------- | -------------------- | -------------------- | -------------------- | -------------------- |
| (Ц3)                 | Чикаго блекхокси     | 3-4                  | Лос Анђелес кингси   | (П3)                 |

| СТЕНЛИ КУП ФИНАЛЕ |                    |     |                 |      |
| (П3)              | Лос Анђелес кингси | 4-1 | Њујорк ренџерси | (М2) |

| Шампиони 2014.                    |
| --------------------------------- |
| Лос Анђелес кингси (друга титула) |

## Статистика

### Тимови
| Клуб                 | ОУ | П  | И  | ГД | ГП | ГДУ  | ГПУ  | ИВ   | ИМ   |
| -------------------- | -- | -- | -- | -- | -- | ---- | ---- | ---- | ---- |
| Лос Анђелес кингси   | 26 | 16 | 10 | 88 | 70 | 3.38 | 2.69 | 23.5 | 83.3 |
| Њујорк ренџерси      | 25 | 13 | 12 | 64 | 60 | 2.56 | 2.40 | 12.6 | 85.4 |
| Чикаго блекхокси     | 19 | 11 | 8  | 58 | 55 | 3.05 | 2.89 | 21.1 | 84.6 |
| Монтреал канадијанси | 17 | 10 | 7  | 51 | 46 | 3.00 | 2.71 | 19.7 | 80.4 |
| Бостон бруинси       | 12 | 7  | 5  | 30 | 26 | 2.50 | 2.17 | 26.5 | 77.8 |
| Анахајм дакси        | 13 | 7  | 6  | 35 | 37 | 2.69 | 2.85 | 26.0 | 84.9 |
| Питсбург пенгвинси   | 13 | 7  | 6  | 35 | 33 | 2.69 | 2.54 | 14.3 | 81.1 |
| Минесота вајлдси     | 13 | 6  | 7  | 35 | 35 | 2.69 | 2.69 | 13.2 | 84.2 |
| Колорадо аваланши    | 7  | 3  | 4  | 20 | 22 | 2.86 | 3.14 | 8.0  | 85.7 |
| Сан Хозе шаркси      | 7  | 3  | 4  | 22 | 26 | 3.14 | 3.71 | 12.5 | 75.0 |
| Филаделфија флајерси | 7  | 3  | 4  | 16 | 19 | 2.29 | 2.71 | 23.8 | 89.7 |
| Коламбус блу џекетси | 6  | 2  | 4  | 18 | 21 | 3.00 | 3.50 | 25.9 | 79.3 |
| Далас старси         | 6  | 2  | 4  | 18 | 20 | 3.00 | 3.33 | 10.3 | 73.1 |
| Сент Луис блуз       | 6  | 2  | 4  | 14 | 20 | 2.33 | 3.33 | 6.9  | 85.0 |
| Детроит ред вингси   | 5  | 1  | 4  | 6  | 14 | 1.20 | 2.80 | 10.0 | 62.5 |
| Тампа Беј лајтнингси | 4  | 0  | 4  | 10 | 16 | 2.50 | 4.00 | 28.6 | 84.6 |

Статистика је преузета са званичног сајта НХЛ лиге.
(Легенда: ОУ-одигране утакмице; П-победе; И-изгубљене утакмице; ГД-дати голови; ГП-примљени голови; ГДУ-просек датих голова по утакмици; ГПУ-просек примљених голова по утакмици; ИВ-реализација играча више; ИМ-одбрана са играчем мање)